# 階戸瑠李
階戸 瑠李（しなと るり、1988年〈昭和63年〉10月30日 - 2020年〈令和2年〉8月28日）は、日本の女優、モデル、元グラビアアイドル。北海道生まれ、石川県白山市出身。最終所属事務所はG-STAR.PRO。

## 来歴・人物
3人兄妹の末っ子（姉と兄がいる）として北海道で生まれた。東京都立国立高等学校、上智大学文学部ドイツ文学科卒業。
中学生までの6年間、剣道に励み初段を取得。愛知県の県大会にて優勝経験がある。高校3年間は『五月雨』（さみだれ）というバンドを組みドラムを担当した。英語が好きなことで上智大学に進学。大学卒業後はOLとして就職したが、川村ゆきえなどのグラビアアイドルにもともと憧れていたこともあり芸能界へ進んだ。
2013年、ミスFLASHにて池田裕子、永井里菜と共にグランプリを受賞。グラビアアイドルユニットG☆Girlsとしても活動し、2016年2月26日をもって卒業。また女優業専念のためグラビアアイドルからも一旦距離を置いた。
2016年7月28日、所属したエースクルー・エンタテインメントを離れ、「大田 るり」（おおた るり）に改名。あわせてグラビア活動の再開も発表し、同年8月29日には元の芸名（階戸 瑠李）に戻した。
2018年10月31日、所属したレジェンド・タレント・エージェンシーを離れ、およそ1年間フリーランスで活動。その後は株式会社G-STAR.PROへ所属。同時期にグラビアアイドルから完全に離れ、女優へ転身した。
2020年8月16日放送の『半沢直樹』第5話（TBS）では、気だるげな社員役の演技がSNSで反響を呼び、にわかに注目を浴びた。
2020年8月28日、連絡が取れないことを心配した家族が都内の自宅へ確かめにいったところ、倒れている階戸を発見。その後、死亡が確認された。31歳没。持病による急逝であり、現場検証の結果、事件性や自殺の可能性はないと断定されている。同月31日、所属事務所から死去した旨が公表された。階戸は軽度のてんかんを患っていたという。マネージャーは「てんかんかどうかは不明ですが、てんかんのような発作を起こした」と説明している。

## 作品

### DVD
- シナモン（2012年7月20日、竹書房）
- 恋はるりいろ（2013年1月20日、ラインコミュニケーションズ）
- ミスFLASH2013 階戸瑠李（2013年4月19日、イーネット・フロンティア）
- OVER （2013年9月30日、アクアハウス）
- しなやかに…（2013年12月21日、晋遊舎）
- 湯けむりシナモン（2014年4月24日、イーネット・フロンティア）
- みすど mis*dol シナシナフェロモン（2014年9月19日、@misty）[18]
- しなとと。（2015年1月25日、エアーコントロール）
- なんでだろう…考えるだけで、胸がぎゅうって熱くなって。今何してるのかなとか、誰といるのかなとか、考えちゃう。好きで、苦しくて、でも愛しくて、だからずっと私を見つめて欲しい。いつでもいまでも。。（2015年11月20日、イーネット・フロンティア）
- おかえりシナモン（2016年12月22日、ギルド）
- 僕の彼女は階戸瑠李（2017年12月21日、ギルド）
- 瑠李色（2018年5月25日、エアーコントロール）

### 写真集
- 東京の恋人（2017年5月31日、玄光社、撮影：笠井爾示）
- BUTTER（2019年7月31日、玄光社、撮影：笠井爾示） ISBN 978-4768312148

### 著書
- イリュミナシオン[創刊号]（2021年6月21日、EK-Stase） ISBN 978-4991004117 ※エッセイ「無題」を収録

## 出演

### テレビ番組
- CSフジテレビONE「グラ撮る!」
- TBS「アナCAN」（2008年7月 - 2009年9月）
- テレビ東京「女子☆ブロ」（2010年7月）
- テレビ朝日「原宿発!お願い!ランキングちょいにち」（2010年7月）
- テレビ朝日「ぷりてぃうーまん」（2010年）
- TBS「DOORS」（2010年） - ドアーズガール
- 日本テレビ「芸人報道」（2011年1月） - トラップガールで出演
- テレビ朝日「シルシルミシル」（2011年3月） - VTR出演
- CS・テレビ埼玉・テレビ和歌山「Mrs. Mart TV NEO」（2011年9月 - ） - レギュラー
- TOKYO MX「おしゃコレ!サンデーブレイク」（2011年9月 - 2012年2月） - レギュラー
- 日本テレビ「夜遊び三姉妹」（2011年9月） - ふるぼっこ堂出演
- TOKYO MX「Girls TV!」（2012年） - ブランディアコーナー出演
- TBS「ツボ娘」（2013年4月10日）
- テレビ埼玉「ウタ娘」（2014年1月31日）
- TBS「ランク王国」（2014年2月8日）
- 日本テレビ「芸人報道」（2014年3月24日）
- テレビ西日本「博多ステイハングリー2」（2014年7月 - ）
- テレビ朝日「もしもアワード」（2014年10月）
- フジテレビ「痛快TV スカッとジャパン」
  - 2015年1月12日 - 明美 役
  - 2015年9月14日 - 千葉先輩 役

### テレビドラマ
- TOKYO MX「ファイヤーレオン」（2013年4月6日 - 2014年1月4日） - 彩香 役
- テレビ朝日 日曜ワイド「しんがん〜警視庁お宝捜査」（2018年2月18日） - 笹山静香 役
- TBS ドラマ特別企画 西村京太郎サスペンス「十津川警部シリーズ 5/京都・嵯峨野殺人迷路」（2018年4月9日） - 渡辺弥生 役
- NHK BSプレミアム プレミアムドラマ「アイアングランマ2」（2018年6月3日〜7月8日） - 第2、3話・ゲスト出演
- ドラマ24 GIVER 復讐の贈与者 第6話（2018年8月18日、テレビ東京系） - ちぃちゃん 役[19]
- 今野敏サスペンス 機捜235 第1作（2020年4月24日、テレビ東京系） - 富岡理香 役[20][21]
- 日曜劇場 半沢直樹 2020年版 第5話（2020年8月16日、TBSテレビ系）[14] - 北川 役[13]
- テレビ東京 水ドラ25「闇芝居（生）」（2020年9月24日） - ヨウスケの母 役

### 舞台
- アリスインプロジェクト「戦国降臨GIRL[22]」（2012年12月18日 - 23日、池袋・シアターKASSAI） - 織田信長 役
- Ann&Mary「PIRATES OF THE DESERT」（2013年7月、THEATER　GREEN） - ビルイム 役
- STRAYDOG「悲しき天使」（2013年11月、space107） - 主演・一美 役
- UMANプロデュース「リボンの騎士-鷲尾高校演劇部奮闘記-」（2014年9月、六行会ホール） - 飯室奈央 役
- アリスインプロジェクト「戦国降臨ガール・ReBirth[23]」（2014年11月2日、六行会ホール） - 日替わりゲスト・イザナミ長官 役
- ソラリネ。「ニンギョヒメ[24]」鈴チーム（2014年11月27日 - 30日、相鉄本多劇場 最終公演） - お姫様 役
- 「坂の上のエーリアン」「flowflow」（2015年1月、シアターノルン） - 人形 役
- 「龍狼伝[25]」（2015年5月2日 - 6日、博品館劇場） - 月英 役
- SHOWMAN'S「ドリームレスキュー・言う事ナース〜エピソード0なのですぅ〜[26]」（2015年7月8日 - 12日、新宿村LIVE） - メラン・ザーナ 役
- 戦国BASARA vs Devil May Cry（2015年8月20日 - 30日、AiiA 2.5 Theater Tokyo） - トリッシュ 役[27]
- 「チェリーボーイズ」（2016年4月、博品館劇場） - アイドル 役
- STRAYDOG「悲しき天使」（2016年11月、吉祥寺シアター） - 友美 役
- STRAYDOG「あなたには帰る家がある」（2017年6月23日 - 7月2日、八幡山ワーサルシアター） - 主演・佐藤真弓 役
- バードランドミュージックエンタテインメント「りさ子のガチ恋♡俳優沼」（2017年8月5日 - 13日、新宿シアターモリエール） - 篠戸るる 役
- 「蒲田行進曲」（2017年11月22日 - 26日、明石スタジオ） - 主演・小夏 役
- STRAYDOG「母の桜が散った夜」「閨房のアライグマ」（2018年4月4日 - 8日、シアターグリーン BIG TREE THEATER） - 主演・桜子 役
- 女々「ドブ恋9」（2018年5月14日 - 20日、下北沢小劇場B1）
- サステナクリエーションファミリー「SAMAEL〜サマエル〜」（2018年6月9日 - 17日、キンケロシアター） - セシウム 役
- STRAYDOG「嫌われ松子の一生」（2019年2月7日 - 11日、シアターグリーン BIG TREE THEATER） - 主演・川尻松子 役
- 女々「ドブ恋10」（2019年5月21日 - 26日、下北沢小劇場B1）
- 「楽屋ー流れ去るものはやがてなつかしきー」（2019年7月10日 - 21日、千本桜ホール）
- yataPro「熱海殺人事件～友よ、いま君は風に吹かれて～」（2019年10月23日 - 31日、オメガ東京） - 水野朋子 役

### CD（G☆Girls）
1. 「魔法をかけてLove Me Do」（2011年9月14日）
2. 「tik tok」（2012年8月1日）
3. 「Shining Days/ほしいのに、YOU(両A面)」（2013年7月24日）

### オリジナルビデオ
- 孤高の叫び2 DARKNESS（2018年2月25日）
- 下町任侠伝 鷹1・2（2020年） - リリー

### 映画
- うそつきパラドクス（2013年9月7日公開）- 大和田若芽 役[28]
- ハダカの美奈子（2013年11月9日公開） - 若き日の美奈子 役
- ハダカの美奈子 R-18（2014年） - 若き日の美奈子 役
- ハニー・フラッパーズ（2014年9月13日公開） - エリカ 役
- マンゴーと赤い車椅子（2015年2月7日公開） - 安西歩美 役
- 十字架（2016年2月6日公開）
- 新宿スワンII（2017年1月21日公開）
- ...and LOVE（2017年3月18日公開)
- 君にあえたら 妻の恋人（2017年8月27日 1日限定公開）[29]  - 主演・杉本美咲 役
- 東京ヴァンパイアホテル（2017年11月23日公開） - サランド役
- ヒーローズユナイト/結束!ヤツルギ×トライオー×忍者烈風（2018年2月20日公開） - ヒロイン・桜春子役
- 娼年[30]（2018年4月6日公開） - ギャル風の女 役
- クソ野郎と美しき世界~ピアニストを撃つな! （2018年4月6日公開）
- 忍者通告（2018年11月20日 中国で公開） - 婦人警官 役
- 残念なアイドルはゾンビメイクがよく似合う（2019年8月）
- 東京の恋人（2019年12月、下社敦郎監督）- 妻 役[31][32]
- 性の劇薬（2020年） - 綾香 役[33]

### ウェブドラマ
- 全裸監督（2019年8月全話配信、Netflix） - 1話・村西幸子 役